# We're Almost There
We're Almost There è un brano del cantante statunitense Michael Jackson pubblicato dalla Motown il 17 febbraio 1975 come primo singolo estratto dall'album Forever, Michael, dello stesso anno.

## Descrizione
Il brano, come il successivo singolo Just a Little Bit of You, fu composto dai fratelli Brian e Edward Jr. Holland, che scrissero anche la canzone Take Me Back per l'album Forever, Michael (e inserita come lato B del singolo). Il testo parla del voler raggiungere quel punto lontano dell'orizzonte dove la felicità diventa realtà. La melodia e i cori accompagnano il testo dove un'adolescente e ottimista Jackson canta a una ragazza su come ottenere la felicità, di come non bisogna rinunciare ai propri sogni e di come tutte le promesse della vita saranno soddisfatte se entrambi non si arrenderanno. La canzone è di genere soul e R&B, con influenze funk-disco.

## Tracce
Singolo 7" Stati Uniti
1. We're Almost There – 3:42 (Edward Holland Jr, Brian Holland)
2. Take Me Back – 3:24 (Edward Holland Jr, Brian Holland)

Singolo 7" Regno Unito
1. We're Almost There – 3:42 (Edward Holland Jr, Brian Holland)
2. We've Got a Good Thing Going – 2:59 (The Corporation)

## Successo commerciale
Alla sua pubblicazione originale nel 1975, la canzone raggiunse la posizione 54 della Billboard Hot 100 e la 7 nella classifica Soul, mentre nel 1981 venne ripubblicata dalla Motown per sfruttare la rinascita artistica e il rinomato successo di Michael Jackson come cantante solista dopo l'uscita di Off the Wall (1979), pubblicato dalla Epic Records; in questa seconda ripubblicazione il singolo raggiunse la posizione numero 46 nella Official Sigles Chart del Regno Unito. Nel 2009, dopo la Morte di Michael Jackson, la canzone, confusa dal pubblico generalista per le più celebri I'll Be There, Got to Be There e Will You Be There, rientrò in alcune classifiche mondiali, come in Italia dove raggiunse la posizione numero 9 della classifica FIMI dei download digitali.

## Classifiche
| Classifica (1975-1981)         | Posizione massima |
| ------------------------------ | ----------------- |
| Stati Uniti                    | 54                |
| Stati Uniti (rhythm and blues) | 7                 |
| Regno Unito                    | 46                |

## Accrediti
- Voce principale: Michael Jackson
- Produzione: Brian Holland
- Arrangiamenti: James Carmichael
- Missaggio: L.T. Horn

## Altre versioni
- La canzone è stata reinterpretata da Alicia Keys e inclusa nel disco bonus della "Empire Edition" del suo album The Element of Freedom del 2009.
- Nel 2010 la traccia fu campionata dai Wu-Tang Clan per la loro canzone Our Dreams contenuta nell'album Wu-Massacre.